# 1928年アムステルダムオリンピックの近代五種競技
1928年アムステルダムオリンピックの近代五種競技（1928ねんアムステルダムオリンピックのきんだいごしゅきょうぎ）は、1928年7月31日から8月4日にかけて行われた。14の国から37人が参加した。

## 競技結果
| 種目 | 金                              | 銀                            | 銅                       |
| ---- | ------------------------------- | ----------------------------- | ------------------------ |
| 個人 | Sven Thofelt スウェーデン (SWE) | Bo Lindman スウェーデン (SWE) | Helmut Kahl ドイツ (GER) |

## 参加国
| - ベルギー (3) - チェコスロバキア (3) - デンマーク (2) - フィンランド (3) - フランス (3) - ドイツ (3) - イギリス (3) | - ハンガリー (1) - イタリア (3) - オランダ (3) - ポーランド (3) - ポルトガル (1) - スウェーデン (3) - アメリカ合衆国 (3) |